# پژوهشکده

پژوهشکده به هر کدام از بخش‌های یک پژوهشگاه که در زمینه یا رشته ویژه‌ای پژوهش کرده و کار بر روی موضوع و رشته ویژه‌ای را دنبال می‌کنند گفته می‌شود. همانگونه که دانشکده زیرشاخه‌ای از یک دانشگاه است پژوهشکده نیز زیرشاخه‌ای از یک پژوهشگاه به شمار می‌رود. 
به شکل کلی پژوهشکده یک پیکره سازمانی(organisational body) است که برای هدفی خاص ایجاد شده‌است. در این حالت پژوهشکده می‌تواند از سوی یک دانشگاه، سازمان و... ایجاد شود.

## پژوهشکده یا واحد پژوهشی دانشگاهی
در صورتی که حدود فعالیت‌های پژوهشی دانشگاه از سطح یک دانشکده، فراتر باشد و ایجاد موسسه‌ای در دانشگاه یا به صورت مستقل ضرورت یابد، پژوهشکده باشرایط زیر تأسیس می‌گردد:
الف: فعالیت‌های تحقیقاتی پژوهشکده در زمینه‌های بنیادی، کاربردی یا توسعه‌ای و منطبق بر نیازهای اساسی کشور خواهد بود و پژوهشکده در یک رشته مشخص یا به صورت میان رشته‌ای می‌تواند در هر یک از زمینه‌های فوق تشکیل گردد.
ب: داشتن حداقل ۳ گروه پژوهشی
ج: داشتن امکانات و تجهیزات مستقل برای امور تحقیقاتی
- پژوهشکده، از نظر مالی، مستقل و از نظر اداری، مشابه یک دانشکده خواهد بود.
- عنوان‌ها زیر، معادل پژوهشکده خواهد بود:
الف: مرکز تحقیقاتی
ب: مؤسسه تحقیقاتی (پژوهشی)
- هر گاه سطح فعالیت تحقیقاتی در موسسات و مراکزی که عنوان دانشگاه ندارند معادل پژوهشکده باشد، می‌توانند نسبت به تأسیس پژوهشکده، (نظیر مرکز و مؤسسه تحقیقاتی) اقدام نمایند. اینگونه موسسات می‌توانند به ارائه دوره کارشناسی ارشد و دکترای پژوهشی در صورت داشتن شرایط و ضوابط آموزشی و پژوهشی مصوب با همکاری و تحت نظارت دانشگاه‌ها اقدام کنند.
- واحد پژوهشی نوع۱: دانشگاه با مأمور کردن برخی از اعضای هیئت علمی آموزشی (به صورتی که بیش از ۶ واحد درسی در ترم ارائه نکنند) یا جذب هیئت علمی پژوهشی، نهاد جدیدی را در دانشگاه راه اندازی می‌کند (امکانات اولیه را تخصیص می‌دهد) این واحد پژوهشی باید در زمینه‌های تخصصی و با هدف و رسالتی مشخص و محدود در گروه‌های پژوهشی خود فعالیت نماید. نیاز ضروری به انجام پژوهش برای کشور در موضوع فعالیت آن واحد پژوهشی، توسط معاونت پژوهشی وزارت علوم تأیید می‌شود.
طبعاً موضوع فعالیت واحد پژوهشی نمی‌تواند عنوان‌ها گروه‌ها و دانشکده‌های آموزشی باشد.
به ازاء هر گروه پژوهشی سه نفر استادیار شامل یکنفر پژوهشگر شاخص و دارای سابقه علمی برجسته در موضوع ضروری است. واحدهای پژوهشی نوع ۱ به علت نداشتن تقاضا در موضوع پژوهش و نیز تشخیص دولت در نیاز به انجام پژوهش در موضوع عمدتاً متکی به منابع مالی دولتی فعالیت می‌کنند و به همین دلیل باید دارای رسالتی بسیار مشخص و محدود و نیز دارای هیئت علمی پژوهشی تمام وقت برای واحد پژوهشی یا مأمور به آنجا باشند. اگر این واحد پژوهشی در ۱ یا ۲ سال پس از اخذ موافقت اصولی خود و ۲ سال پس از اخذ موافقت قطعی خود در ارزیابی‌های وزارت علوم به رتبه‌های بالا دست یافت، توسط وزارت علوم برای اخذ ردیف اعتباری به سازمان مدیریت معرفی می‌شود.
- واحد پژوهشی نوع۲: تعدادی از اعضای هیئت علمی دانشگاه به عنوان فعالیت دوم خویش مایل هستند که واحد پژوهشی ایجاد کنند و در زمینه تخصصی خود به جامعه خدمت کنند.
گذشته از حمایتهای مالی راه اندازی که توسط دانشگاه صورت می‌گیرد، اعتبارات این واحد از قراردادها و ارائه خدمات خود تأمین می‌گردد و پس از اتمام دوران راه اندازی، در صورت استفاده از امکانات دانشگاه هزینه آن را می‌پردازند و بالا سری قراردادها را نیز به دانشگاه می‌پردازد. واحدهای پژوهشی نوع ۲ به علت وجود تقاضا در موضوع فعالیت عمدتاً متکی به قرارداد عمل می‌کنند و لذا هیچگاه ردیف اعتباری نخواهند داشت هر چند دانشگاه در راه اندازی واحد پژوهشی کمک خواهد کرد.
میزان پرداختها به اعضاء در واحد پژوهشی نوع ۲ باید به اندازه‌ای باشد که برای اعضاء هیئت علمی دانشگاه در مقایسه با شرکتهای خصوصی و مراکز پژوهشی غیر دانشگاهی جاذبه داشته باشد. بعد از اتمام مرحله راه اندازی، پس از پرداخت بالا سری دانشگاه و صرف هزینه‌های مربوط به آن واحد پژوهشی، از ما بقی دریافتی‌های قرارداد منعقده می‌توان با روش مورد نظر آن واحد پژوهشی در پرداخت‌های اعضاء هیئت علمی واحد پژوهشی استفاده کرد و نیز بالا سری زیاد دانشگاه بدون همکاری‌های لازم در مرحله راه اندازی، مخالفت فلسفه ایجاد این نوع از واحدهای پژوهشی است.
پژوهشکده‌ها از دل دانشکده‌ها و دانشگاه پس از فعالیت چندین ساله در قالب هسته، قطب، مرکز و در نهایت پژوهشکده با اهداف ویژه رشد می‌کند و به عرصه ظهور (اخذ موافقت اصولی) می‌رسد.
البته بسته به اینکه پژوهشکده نوع اول، دوم، یا سوم باشد، مأموریت و ساختار سازمانی آن از قبیل تأمین منابع مالی، استخدام اعضاء هیئت علمی و پذیرش دانشجو متفاوت می‌باشد.
پژوهشکده‌ها می‌توانند غیردولتی و مستقل باشند و هم‌اکنون بیش از دویست مؤسسه پژوهشی غیردولتی از وزارت علوم مجوز دریافت کرده‌اند

## پژوهشگاه
در صورتی که فعالیت‌های پژوهشی، در سطح گسترده، مورد نظر باشد، واحد پژوهشی مستقل (پژوهشگاه) با شرایط زیر ایجاد می‌گردد.
الف: دارا بودن سه مؤسسه پژوهشی (پژوهشکده) ب: داشتن امکانات و تجهیزات مستقل برای امور تحقیقاتی
- پژوهشگاه‌ها می‌توانند نسبت به ارائه دوره کارشناسی ارشد و دکترای پژوهشی اقدام کنند.

## فهرست پژوهشکده‌های ایران
- پژوهشکده تاریخ علم دانشگاه تهران
- پژوهشکده محیط‌های خشک
- پژوهشکده لیزر و پلاسما
- پژوهشکده هواشناسی
- پژوهشکده آمار
- پژوهشکده امنیت ملی
- پژوهشکده مطالعات فرهنگی و اجتماعی
- پژوهشکده سلامت اجتماعی دانشگاه اراک[۴]
- پژوهشکده برق جهاد دانشگاهی[۵]
- پژوهشکده مهندسی معدن و علوم زمین صدرا
- پژوهشکده گیاهان و مواد اولیه دارویی دانشگاه شهید بهشتی
- پژوهشکده محیط زیست و توسعه پایدار
- پژوهشکده علوم گیاهی کاربردی دانشگاه آزاد اسلامی اراک
- پژوهشکده شهید رضایی
- پژوهشکده شریعت
- پژوهشکده بیمه بیمه مرکزی جمهوری اسلامی ایران
- پژوهشکده پردازش هوشمند علائم
- پژوهشکده عفاف
- پژوهشکده دانشنامه نگاری دینی
- پژوهشکده امام خمینی و انقلاب اسلامی
- پژوهشکده تحقیقات فضایی
- پژوهشکده چشم‌انداز و آینده‌پژوهی
- پژوهشکده باقر العلوم
- پژوهشکده مطالعات اقتصادی و صنعتی شریف
- پژوهشکده محیط زیست جهاد دانشگاهی
- پژوهشکده فرهنگ، هنر و معماری جهاد دانشگاهی
- پژوهشکده علوم و فناوری مواد غذایی جهاد دانشگاهی
- پژوهشکده مهندسی معدن و علوم زمین صدرا
- پژوهشکده اویونیک دانشگاه صنعتی اصفهان
- پژوهشکده فولاد دانشگاه صنعتی اصفهان
- پژوهشکده نانوفناوری و مواد پیشرفته دانشگاه صنعتی اصفهان
- پژوهشکده علوم و تکنولوژی زیر دریا دانشگاه صنعتی اصفهان
- پژوهشکده سیاست پژوهی و مطالعات راهبردی حکمت
- پژوهشکده نوین شهر معنوی ثامن مشهد مقدس
- پژوهشکده مطالعات وتحقیقات بسیج
- پژوهشکده ابوریحان بیرونی مرکز دائرة المعارف بزرگ اسلامی
- پژوهشکده بیمه